# 前田直躬

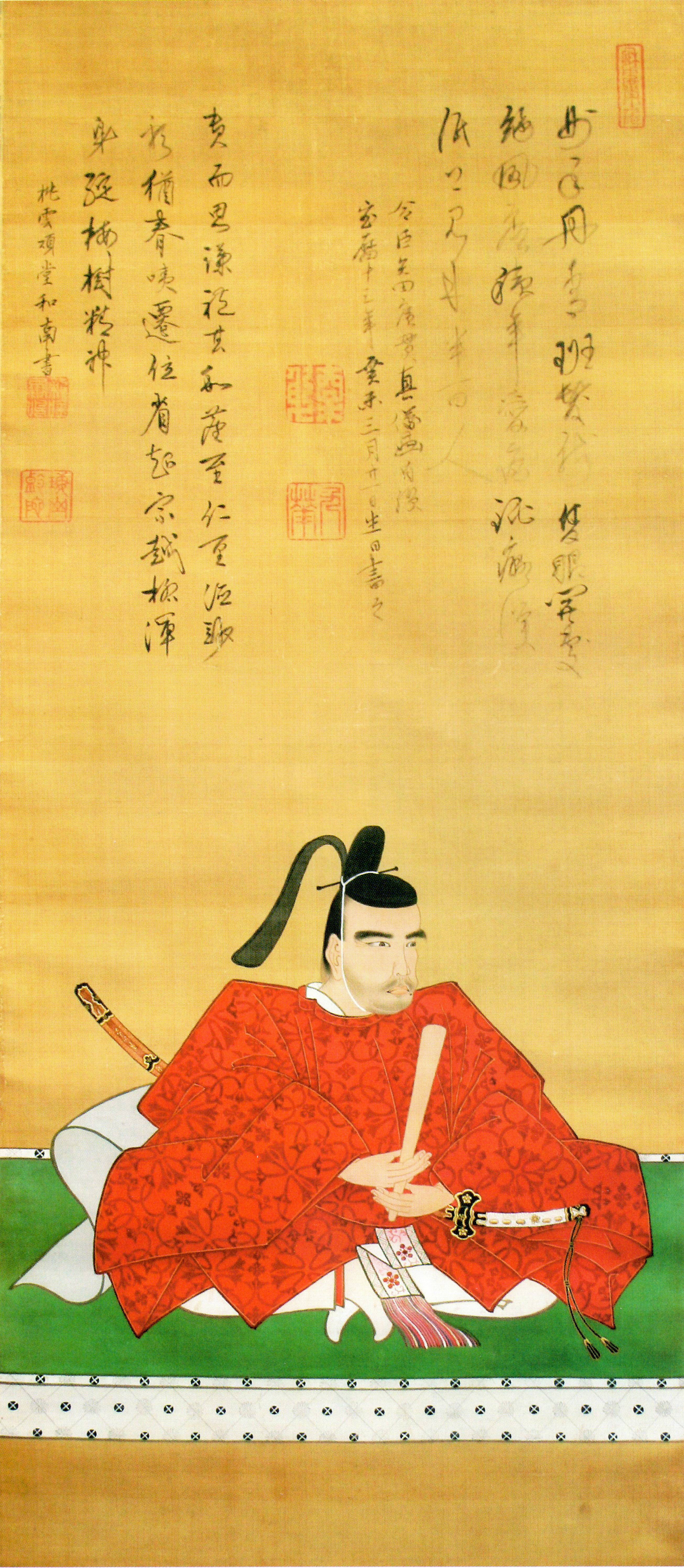
前田直躬肖像

前田 直躬（まえだ なおみ、正徳4年（1714年）3月 - 安永3年4月3日（1774年5月13日））は、江戸時代中期の加賀藩の人物。加賀八家筆頭前田土佐守家の5代当主。通称は主税。官位は従五位下土佐守。父は土佐守家4代・前田直堅。子は土佐守家6代・前田直方、次男前田直央（大学）、四男前田直賢、奥村栄輇室。

## 加賀騒動
加賀騒動の一方の主人公である守旧派の首領・前田土佐守とは直躬のことである（土佐守家で土佐守に叙任されたのは直躬が最初であり、以後歴代当主の多くがこの官に叙任された）。
藩主前田吉徳に対し、大槻伝蔵による藩政改革によって既得権を失った加賀八家ら重臣層の中心人物として、専権を振るう伝蔵の排斥を唱え続けたが聞き入れられず、次期藩主である嫡男前田宗辰の取り込みを図り、1743年（寛保3年）から翌延享元年まで4度にわたって弾劾文を宗辰に提出し続けた。このため吉徳の怒りを買って延享元年7月罷免され、以後吉徳在世中は何も手が出せなかった。1745年（延享2年）6月、吉徳が亡くなると逆襲に転じ、1746年には伝蔵を吉徳毒殺の嫌疑をかけて断罪し、蟄居に追い込む。同12月にはこれを流罪とし、これにより藩政改革は完全に破壊されることになった。
寛延元年（1748年）には藩主前田重煕毒殺未遂事件とこれに関連して浮上した家督問題を理由に伝蔵を切腹させ、大槻一派に対し徹底的な粛清を行い、これを壊滅させている。一説によると、この暗殺未遂事件の黒幕ないし共犯者であるとも言われる。
こうした反面、多数の著作を残すなど教養高く、河合見風らの文人・学者との交流もある文人でもあった。著作には格調高いものばかりでなく、蒸し羊羹の製法をまとめた書などというものもあり、調理法が詳細に紹介されている。墓所は野田山墓地。